# Alexandr Aljechin
Alexandr Alexandrovič Aljechin (rusky Александр Александрович Алехин; v západní literatuře obvykle psaný jako Alexander Alekhine, 19. říjnajul./ 31. října 1892greg., Moskva – 24. března 1946, Estoril, Portugalsko) byl původem ruský, později ve Francii usazený šachista, jeden z největších šachistů všech dob. Byl mistrem světa ve dvou obdobích o celkovém trvání 17 let. Patří mu tři prvenství – stal se prvním mistrem světa v šachu, který pocházel z Ruska (a vůbec z východní Evropy), jako první poražený mistr světa se dokázal vrátit na šachový trůn, a jako zatím jediný si udržel titul až do své (ovšem předčasné) smrti.

## Dětství a mládí

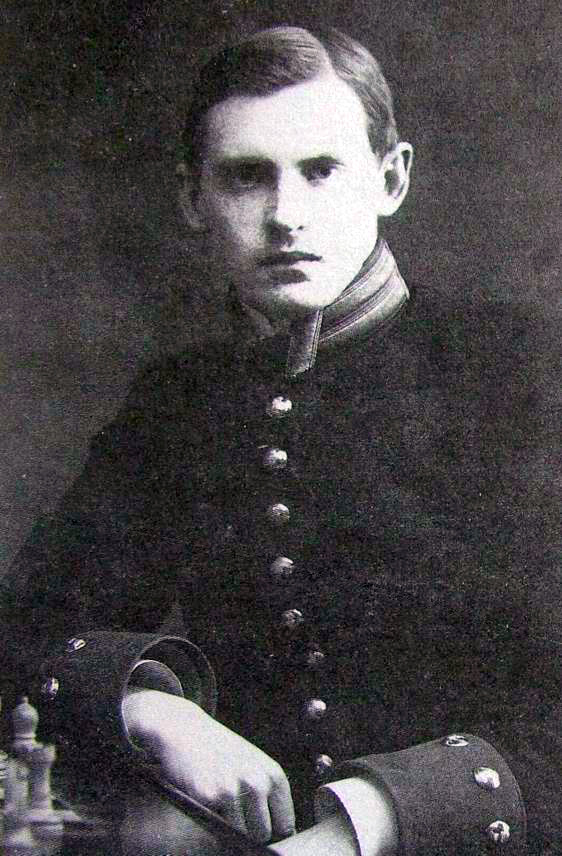
Aljechin v roce 1909

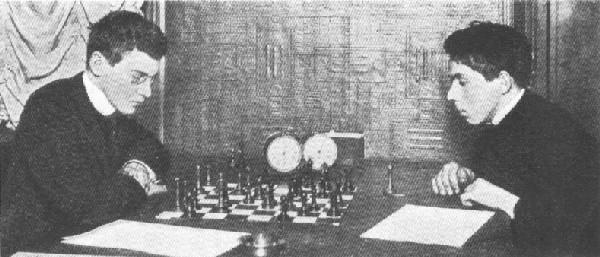
Mladý Aljechin (vlevo) při partii proti Romanovskému

Alexandr Alexandrovič Aljechin se narodil (1892) a vyrůstal v Moskvě na Arbatu, poblíž Smolenského náměstí. Jeho otec, Alexandr Ivanovič Aljechin byl velkostatkář a šlechtic s rodovým majetkem ve Voroněžské gubernii, matka, Anisa Ivanovna Aljechinová (rozená Prochorová, 1861–1915) byla dcerou textilního průmyslníka. Alexandr měl staršího bratra Alexeje, který se také stal ruským šachovým mistrem, a sestru, která však již v dětství zemřela.
Na rozdíl od jiných šachových mistrů Wilhelma Steinitze a Emanuela Laskera nevyrůstal v chudobě, avšak přesto příliš šťastné dětství neměl. Jeho matka, která spolu s otcem své děti učila hrát šachy, zemřela v roce 1913 v Basileji na paralýzu způsobenou jejím notorickým alkoholismem. Otec byl zase gambler a dokázal před válkou údajně prohrát milión rublů v kasinu. Kvůli těmto skutečnostem Aljechina a jeho sourozence vychovávala babička. Aljechin začal aktivně hrát šachy v sedmi letech, a to zejména proti bratru Alexejovi, se kterým zaplňoval stohy sešitů nekonečnými variantami a šachovými analýzami. Už tehdy hrál i mnoho korespondenčních partií. Jeho zaujetí hrou bylo takové, že často spal se šachovnicí pod polštářem.
Brzy se u něj začalo střídat množství významných trenérů – Blumenfeld, Něnarokov a také tehdejší hráč světové úrovně Duz-Chotimirskij, který poskytoval Aljechinovi placené hodiny. Výsledky se brzy dostavily a už v patnácti letech Alexandr výrazně vynikal skvělým kombinačním viděním a svou agresivní, útočnou hrou. Moskva už tehdy byla šachově vyspělým městem, v letech 1896–1897 se zde hrál druhý, odvetný zápas o mistra světa mezi Laskerem a Steinitzem, později (1899, 1900–1901) 1. a 2. Všeruský turnaj, kde hrála i tehdejší ruská šachová hvězda Michail Ivanovič Čigorin a hrálo zde také mnoho dalších špičkových hráčů. V Moskvě se také konala simultánka Pillsburyho, který odehrál celkem 22 rekordních partií naslepo, což na mladého Aljechina udělalo velký dojem.
Ve škole měl výborný prospěch ze všech předmětů, pouze matematika mu nešla a jednou z ní dokonce propadl. Podle vyprávění spolužáka z gymnázia byl Aljechin šachem tak fascinován, že se "vymykal z okolního prostředí a ne vždy si uvědomoval, kde se nachází." Jednou při hodině algebry nečekaně vyskočil od lavice. Učitel na něj pohlédl a zeptal se ho: „Tak co, Aljechine, už jsi vyřešil ten příklad?“ „Vyřešil! Stačí obětovat jezdce a bílý má vyhranou pozici!“ Svá studia však Aljechin nakonec zakončil úspěšně a nakonec se stal doktorem práv.

## První úspěchy
Již v roce 1906 Aljechin vyhrál korespondenční gambitový turnaj časopisu Šachmatnoje obozrenije, od podzimu 1907 se pak pravidelně účastnil turnajů Moskevského kroužku, kde projevoval obrovskou vynalézavost a dokonce podle jeho pozdějších vzpomínek u něj vznikla jakási neobvyklá psychologická slabost, jíž se pak musel zbavovat, aby ho nebrzdila v dalším růstu: „Získal jsem dojem, že i v tom případě, že se dostanu do značně horšího postavení, jsem schopen vždy nalézt nějakou nečekanou, vynalézavou kombinaci, díky níž mého soupeře zaskočím a vymaním se ze všech problémů.“ To je však závažný omyl, který nabádá k lehkomyslné hře vedoucí obvykle k prohře.
Významně jej ovlivnili i jeho idoly, kterými byli především Anderssen, Labourdonnais, Morphy nebo Čigorin, jehož oblíbené šachové rubriky v tiskovinách Niva a Novoje vremja mladý Aljechin pravidelně četl. Duz-Chotimirskij, jeho tehdejší trenér, později vyprávěl, jak mu jeden jeho známý již tehdy řekl, že považuje Aljechina za budoucího mistra světa.
V létě 1908 se Alexandr zúčastnil v Düsseldorfu 16. kongresu Německého šachového svazu, kde na doprovodném turnaji dosáhl na osm výher, dvě remízy a tři prohry, a skončil tak na 4.–5. místě, což byl velmi solidní první start za hranicemi Ruska. V únoru 1909 se pak v Rusku na počest Čigorina, který rok před tím zemřel, pořádal velký kongres doprovázený dvěma turnaji – hlavním, kterého se zúčastnili nejlepší hráči světa, a pak vedlejším, ale rovněž velmi silným Všeruským turnajem amatérů, který Aljechin senzačně (jako nejmladší, teprve sedmnáctiletý účastník) vyhrál, získal titul mistra a veřejně se o něm začalo mluvit jako o budoucím nástupci Čigorina.
V roce 1910 Aljechin dokončil studia na gymnáziu a vyjel opět za hranice do Hamburku na turnaj, kterého se účastnila řada předních hráčů světa, a obsadil zde dělené 7.–8. místo společně s Duz-Chotimirskim. V Karlových Varech 1911 si dělil 8.–11. místo s Durasem, Leonhardtem a Tartakoverem.
V roce 1911 odcestoval do Petrohradu, kde nastoupil na studia práv a začal vést šachovou rubriku v novinách Novoje vremja. O letních prázdninách 1912 pak vyrazil do Stockholmu, kde s náskokem 1,5 bodu obsadil první místo v mistrovství severských zemí. Následuje velice silný Všeruský turnaj mistrů ve Vilnu, kde skončil dělením 6.–7. místa.
Definitivně vstoupil mezi elitu roku 1913, kdy nejprve vyhrál gambitový zápas proti Levitskému (7 výher, 3 prohry) a pak turnaj v Scheveningenu, kde získal 11,5 ze 13 možných bodů. Alexandr si navíc získával i srdce šachových fanoušků celého světa pro svůj bojovný, útočný styl hry plný efektních kombinací a nečekaných zvratů. V tomto roce se u něj odehrála ještě jedna zajímavá šachová událost. Své turné po Rusku zrovna pořádal budoucí mistr světa José Raúl Capablanca, který během těchto cest přijal pozvání Aljechinovy rodiny k návštěvě. Během ní pak dokonce sehrál s mladým Aljechinem jednu přátelskou partii, kterou ovšem Capablanca přesvědčivě vyhrál (později, když se stali oba hráči vzájemnými soky, by podobná přátelská návštěva nepřipadala v úvahu).
Obrovský úspěch se dostavil v Petrohradě 1914. V předběžné části postupové soutěže obsadil Aljechin dělené 1.–2. místo s legendárním Nimcovičem a ve finále pak nakonec vybojoval famózní třetí místo, hned za mistrem světa Laskerem a jeho vyzyvatelem Capablancou. Aljechin na tomto turnaji dokázal porazit řadu hráčů z absolutní světové špičky, jako třeba Akibu Rubinsteina, dokonce dvakrát „učitele Německa“ Siegberta Tarrasche atd. Ruský tisk ho za to vynášel do nebes.

## První světová válka
Následoval mezinárodní turnaj v německém Mannheimu v roce 1914, který po dvou třetinách soutěže Aljechin bezpečně vedl se ziskem 9,5 bodů z 11. Pak ale vypukla první světová válka, turnaj byl ihned přerušen a ruští účastníci byli jakožto občané nepřátelského státu zatčeni, vězněni a podezříváni ze špionáže (jejich šachové zápisy byly některými považovány za tajné šifry). Za brutálního zacházení byli vězněni několik týdnů, než byli v Baden-Badenu předvedeni před lékařskou komisi, která měla určit, kdo z nich by byl v Rusku schopen vojenské služby a tedy potenciálně nebezpečný pro Německo. Aljechin byl uznán nezpůsobilým a poslán na léčení do Švýcarska; podle svědectví jeho kolegy Bogatyrčuka mu pomohl lékař, který byl sám šachistou a Aljechinovo umění obdivoval.
Aljechin se pak dostal do italského Janova, kde se tehdy shromažďovalo mnoho Rusů, kteří po vypuknutí války uvízli v Evropě. Dlouhé čekání na plavbu do vlasti trávil převážně hraním šachů s Bogatyrčukem, na které tento vzpomínal jako na mimořádnou zkušenost. Teprve v polovině října se nakonec Aljechin dostal domů do Ruska přes Gibraltar, Londýn, Stockholm a Finsko, a pak přes Petrohrad do Moskvy. Ke konci roku 1914 pak již hrál řadu dobročinných simultánek, z nichž některé šly i ve prospěch Romanovského a ostatních šachistů, kteří byli nuceni v Německu zůstat.
Zatímco Aljechinův otec zemřel v německém zajetí, osiřelý Aljechin pracoval jako spolupracovník Červeného kříže (podle jiných pramenů ve Svazu měst), zachraňoval raněné přímo pod dělostřeleckou palbou a byl sám vážně raněn. V roce 1916 se dokonce roznesla fáma, že na frontě zahynul, což sice nebyla pravda, ale pro svá zranění, doplněná ještě vrozenou vadou srdce, pobyl Aljechin několik měsíců v nemocnici v Tarnopolu a jen pomalu se zotavoval. "Celý měsíc jsem ležel nehybně, přikován k posteli," později Aljechin vzpomínal. "Hra naslepo byla pro mne v té době záchrana. Požádal jsem, aby mne navštěvovali členové místního šachového klubu a já pak s nimi hrál malé simultánky naslepo." Z nemocnice se nakonec Aljechin vrátil do Moskvy s dvěma georgijevskými medailemi a s řádem svatého Stanislava za frontové zásluhy.

## Od revoluce po emigraci (1917–1921)

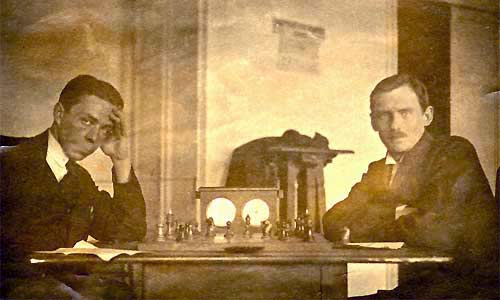
Aljechin (vpravo) v roce 1920

Roku 1917 začalo v Rusku docházet k radikálním mocenským převratům a bouřím. Aljechin se bezprizorně toulal od města k městu, získával prostředky hraním simultánek, partiemi naslepo, konzultačními a ukázkovými partiemi pro veřejnost atd. Když Říjnovou revolucí získali moc bolševici, Aljechinův aristokratický původ mu ještě přitížil. Zbytky dědictví po rodičích mu byly zkonfiskovány a nejlepší šachista Ruska byl tak nucen hledat prostředky k obživě ze dne na den a v situaci, kdy ve zbídačené Moskvě měl o šachy málokdo zájem. Aljechinova historická stopa se zde ztrácí a znovu se vynořuje až v létě 1918, kdy se přece jen podařilo uspořádat malý, zápasový turnaj o třech hráčích, hraný na tři kola, který Alexandr Alexandrovič přesvědčivě vyhrál (1. Aljechin 4,5 bodu ze 6, 2. Něnarokov 3,5 bodu, 3. Rabinovič 1 bod).
Na podzim 1918 se Aljechin vydal na riskantní cestu zuřící občanskou válkou na jih do Oděsy, pod záminkou účasti na šachovém turnaji, ale rozhodnutý emigrovat. To se mu však nepodařilo a byl držen v Oděse téměř rok. Během této doby údajně z existenčních důvodů vstoupil do komunistické strany, ale přesto byl málem zastřelen čekisty, když byl prozrazen jeho šlechtický původ. Teprve v létě 1919 se Aljechin dostal zpět do Moskvy, kde se přihlásil na školu kinematografie. Již na konci roku však studia zanechal a odcestoval do Charkova za svým bratrem Alexejem. Zde při práci na Vojensko-sanitární správě onemocněl skvrnitým tyfem, který byl v tehdejších ruských poměrech poměrně běžný. Na jaře 1920 se rozčarovaný Aljechin vrátil do Moskvy a konečně se mu podařilo se uplatnit v právnické profesi, na níž studoval – stal se z něj vyšetřovatel takzvaného Centroroziska, což byl úřad, jenž byl součástí milice zabývající se pomocí lidem, kteří za války ztratili své příbuzné.
Pro Aljechina konečně lukrativnější zaměstnání mu umožnilo se i pozvolna vracet k šachu. Začal navštěvovat malý klub na dnešním Gogolevském (tehdy se jmenoval Prečistenský) bulváru a později začal i aktivně pomáhat s organizací prvního přeboru nového "Sovětského" Ruska (říjen 1920). Tento přebor byl sice určitou měrou znehodnocený, protože řada špičkových hráčů buď z Ruska uprchla, případně se do něj po válce nevrátila (například Nimcovič, Rubinstein, Bernstein, Bogoljubov…), i tak to ale byl po dlouhé době silný turnaj, a téměř neuvěřitelný počin na chaotické a bídné podmínky, jaké tehdy v Moskvě panovaly. Stravování bylo nuzné, v sále se netopilo a velmi špatně svítilo, několik hráčů krátce stávkovalo za okamžité vyplacení zálohy v naturáliích. Aljechin tento přebor opět vyhrál (1. Aljechin 12 bodů z 15, 2. Romanovskij 11 bodů, 3. Levenfiš 10 bodů).
Krátce nato byl však Aljechin zase popotahován pro podezření z protisovětské činnosti, což v něm spolu s celkově špatnými životními podmínkami opět vzbudilo touhu emigrovat. Úřady mu však odmítaly povolit jakýkoli výjezd na zahraniční turnaj. Nakonec mu pomohly jeho jazykové znalosti (němčina, francouzština), neboť se během svého působení jako překladatel pro Kominternu seznámil se švýcarskou novinářkou Annou Lisellotte Roueggovou, delegátkou III. internacionály. 15. března 1921, když už spolu čekali dítě, se vzali, a jeho žena si pak (údajně přímo u Lenina, nebo u Radeka) vymohla právo založit rodinu doma ve Švýcarsku. 29. dubna 1921 tak Aljechin dostal povolení opustit Rusko a bez váhání ho se svou ženou využil. Oproti častému tvrzení tak nakonec vycestoval zcela legálně.

## Sílící emigrant (1921–1923)
Právě v této době došlo k „revoluci“ i ve světě šachu, neboť byl po 27 letech sesazen z pozice mistra světa Emanuel Lasker, poražený v Havaně domácím Capablancou. Aljechin již dříve předpovídal, že se tak jednou stane a že to bude právě Capablanca, s kým se bude muset utkat o světové prvenství.
Jeho „manželství z rozumu“ se brzy rozpadlo, on zůstal v Berlíně a Anna se vrátila do Švýcarska, kde porodila jejich syna. Aljechin ho však v budoucnosti pravidelně navštěvoval a když Anna v roce 1934 zemřela, umístil ho do dobrého penzionu, kde ho vychovával mistr Voellmy.
Nyní měl Aljechin konečně možnost opět systematicky pracovat na své cestě na vrchol. Intenzivní trénink doplňoval rozsáhlou analytickou prací. Také vydal svou první šachovou knihu Šachový život v sovětském Rusku. Vyhrál šňůru turnajů v Tribergu, Budapešti a v Haagu. Cenná byla zejména vítězství nad Bogoljubovem, což byl tehdejší oficiální vyzyvatel Capablanky (ze zápasu však sešlo). Povzbuzený Aljechin zaslal Capablancovi svou výzvu také, ten ale odmítl (zápas o titul tehdy ještě nepořádala žádná zastřešující šachová organizace; titul byl v podstatě soukromým majetkem jeho držitele a dát vyzyvatelům možnost o něj bojovat ho nutil pouze tlak šachové veřejnosti a finanční zisk, jaký z toho pro mistra světa plynul). O několik let později k tomu Aljechin poznamenal: "Ještě jsem se necítil, že bych byl po šachové stránce úplně zralý. V mnoha oblastech, zejména pak v technice hry, byl Capablanca tehdy ještě silnější než já, a jeho hlavním konkurentem navíc v té době ještě stále zůstával Lasker. Proto moje výzva měla jediný cíl, potvrdit moji kandidaturu do budoucna."
V létě 1922 se v Londýně konal šachový superturnaj, kterého se účastnila celá světová elita kromě Laskera, Nimcoviče a Spielmanna. Aljechin se na turnaj velmi pečlivě připravoval, hrál zde totiž i Capablanca, a pokud by se mu podařilo ho v turnaji předstihnout, byl by mistr světa donucen hrát s ním zápas. Aljechin dosáhl velmi dobrého výsledku, když dokázal osm partií vyhrát, sedm remizovat a ani jednou nebyl poražen. Mistr světa však zvítězil 11x a povolil svým soupeřům jen čtyři remízy, přičemž jedna z nich byla právě s Aljechinem. Toho tak mohlo utěšovat jen to, že překonal své konkurenty – potenciální vyzyvatele Bogoljubova, Rubinsteina, Rétiho a další. Situaci nicméně zamlžila nepřítomnost stále velmi silného Laskera. Tento turnaj byl také významný tím, že Capablanca zde uveřejnil takzvaná Londýnská pravidla, což byl návrh, jak v budoucnu pořádat boje o šachové prvenství, který ostatní účastníci turnaje po důkladném prostudování podepsali.
Následoval zářijový turnaj v Hastingsu, který Aljechin vyhrál (1. Aljechin 7,5 bodů z 10, 2. Rubinstein 7, 3–4. Bogoljubov a Thomas oba 4,5), pak však přišlo i zakolísání formy, když na konci roku obsadil ve Vídni až dělené 4.–6. místo. Rok 1922 byl pro něj velmi nabitý a na konci již Aljechin vykazoval známky únavy. Vídeňský tisk o něm tehdy napsal: "Aljechin, to je vtělení nervnosti. Výraz mladé tváře vysokého, štíhlého člověka se neustále mění. Impulzivní pohyby rukou, jimiž si tu přejíždí po svých světle ryšavých vlasech, tu rychle sahá po sebraných figurách, které již opustily hru, to jsou všechno indicie odrážející napjatou, vášnivou práci mysli… Když se soupeři nečekaným manévrem podaří dostat jej do nepříjemné pozice, začne být podrážděný a netrpělivý. Zlobí jej i ten nejmenší šum, jeho světlé oči se zkoumavě vpíjejí do soupeře, jako kdyby chtěl odhalit jeho úmysly, jakmile však najde v pozici na šachovnici dobré pokračování, jeho tvář se rozzáří vítězným úsměvem. Stolek, za nímž hraje Aljechin je vždy obklopen hustým davem přihlížejících diváků." Po skončení vídeňského turnaje Aljechin přesídlil do Paříže, kde se usadil mezi početnou ruskou emigrací.
Roku 1923 startoval ve velmi silném turnaji v Karlových Varech, kterého se opět účastnila světová elita, ovšem kromě úřadujícího šampióna Capablanky a exšampióna Laskera. Aljechin zde obsadil dělené 1.-3. místo společně s Bogoljubovem a Maróczym, když o samostatné prvenství přišel vlivem překvapivých proher s československým mistrem Treybalem a s Britem Yatesem. Získal zde však speciální cenu za krásné partie, plné bouřlivých taktických smrští. Na tomto turnaji v interview rakouskému novináři řekl: "Já šachy nehraji, ale bojuji v nich. Proto ochotně spojuji taktické se strategickým, fantastické s vědeckým, kombinační s pozičním, přičemž se snažím, abych vyhověl požadavkům každé dané pozice, co se mi na šachovnici objeví."
Aljechin se, pro dosažení maximální herní efektivity, snažil zkombinovat vše, co tehdejší šachy dvacátých let dvacátého století nabízely – divoké taktické přestřelky ve stylu Morphyho, poziční zákony Steinitze i laskerovskou psychologii, vše podpořené stovkami hodin obrovského tréninkového nasazení a analytickou prací. Již v té době svůj život zcela podřídil dosažení vytčeného cíle – stát se mistrem světa.

## Turné po Americe (1923–1924)
V listopadu 1923 zaslal Capablancovi novou výzvu, ve které mu připomněl, že v lednu 1924 končí lhůta, kterou Capablanca stanovil Bogoljubovovi na opatření potřebné finanční hotovosti k uspořádání zápasu. Zároveň Aljechin odjel na pohostinská vystoupení napříč Amerikou, aby o sobě dal vědět i na „nepřátelském“ kontinentu mistra světa. Jeho turné trvalo pět měsíců a proběhlo velmi úspěšně. Aljechin ohromoval i svými simultánkami naslepo, při nichž si dal za úkol překonat rekordy, které vytvořil Breyer a Pillsbury. Jeho naděje na souboj s mistrem světa však byly stále velmi mlhavé a ještě se zmenšily po superturnaji v New Yorku 1924, který senzačně vyhrál Lasker, jenž ve svých 55 letech přehrál celou světovou elitu, hráče mnohdy o dvacet i více let mladší. Úřadující mistr Capablanca ztratil body hned na začátku turnaje, když utrpěl senzační porážku od Rétiho (první prohraná partie mistra světa po osmi letech). Pak sice zahájil zdrcující stíhací jízdu, když v druhém kole získal 8,5 bodů z 10 možných, ale ani tento výsledek už na dohnání Laskera nestačil. Aljechin po dlouhém maratónu po Americe tomuto tempu nestačil a obsadil třetí místo. Celkový účet turnaje tedy zněl: 1. Lasker 16 bodů (z 20), 2. Capablanca 14,5, 3. Aljechin 12, 4. Marshall 11, 5. Réti 10,5, 6. Maróczy 10, 7. Bogoljubov 9,5, 8. Tartakower 8 atd.
"Ze sportovního hlediska jsem dosáhl velmi slušného výsledku, když jsem obsadil místo hned za bývalým a současným mistrem světa, což vnitřně upevnilo mé nároky," napsal později Aljechin, "ale s úrovní své hry jsem byl zcela nespokojen. Přesto jsem však učinil jedno potěšující a pro mne překvapivé zjištění. V naší první partii mne Capablanca přehrál v zahájení, získal ve střední hře vyhrané postavení a uchoval si velkou převahu až do koncovky, kde však výhru vypustil a byl nucen se spokojit pouze s remízou. To mi dodalo sebedůvěru, vždyť Kubánec chtěl velmi vyhrát; jsem přesvědčen, že pokud bych byl na jeho místě, tak bych vítězství nevypustil. Jinými slovy, u svého protivníka jsem zaznamenal jistou malou slabinu, růst nejistoty, pokud se jeho soupeř úporně bránil… To bylo pro budoucnost velmi důležité zjištění!"
Než se vrátil zpět do Evropy, ustanovil Aljechin na americké půdě ještě nový světový rekord ve hře naslepo, když sehrál najednou 26 partií a tento rekord dokázal později ještě vylepšit na 28 (22 výher, 3 remízy, 3 prohry). Pak zde ještě sehrál malý dvoukolový turnaj, který vyhrál před Tartakowerem a Znosko-Borovským.

## Vpředvečer zápasu (1924–1927)
Jeho "akcie" na boj o titul, které po New Yorku trochu povadly, však znovu velmi vzrostly, když po návratu z Ameriky dosáhl obrovského úspěchu, kterým si získal šachový svět, na turnaji v Baden-Badenu, který vyhrál famózním "laskerovským" výsledkem 16 bodů z 20 možných (2.Rubinstein 14,5, 3.Samisch 13,5, 4.Bogoljubov 13 atd.). Aljechinův triumf na tomto turnaji však nespočíval pouze v získaných bodech, ale ohromil zde zejména předvedenými partiemi, které byly skvostnými estetickými zážitky. Například jeho partie s Richardem Rétim je dodnes považována za jednu z nejskvělejších partií v dějinách šachu vůbec. Velmistr Tarrasch k tomuto řekl: "Aljechin neměl ani v jedné partii horší pozici. Jeho vítězství v tomto mimořádně silném turnaji, jedno z nejskvělejších v historii, dokazuje, že má všechny důvody pro to, aby se ucházel o světové prvenství…Mistru světa se objevil strašlivý soupeř…"
Roku 1925 se konal ještě jeden velmi silný turnaj a to v Moskvě. Na ten však Aljechin nebyl pozván. Ruská všesvazová šachová sekce v čele s Krylenkem se vyjádřila, že "tohoto mistra považuje za cizí a sovětské moci nepřátelský element a proto nemůže s Aljechinem zahájit jakékoli rozhovory ohledně jeho účasti na turnaji v Moskvě." Zbytek roku tak Aljechin využil nešachově. Na Sorbonně obhájil svou dizertační práci a získal doktorát práv a také se znovu oženil. Manželství šlo Aljechinovi k duhu, nové zázemí ho učinilo vyrovnanějším a sebevědomějším a do následujícího roku po šachové stránce ještě zesílil. Roku 1926 vyhrál tři turnaje, v Hastingsu, Scarborough a Birminghamu a dvakrát byl druhý, v Semmeringu a Drážďanech. Navíc podnikl veleúspěšnou cestu do Jižní Ameriky, kde se vláda Argentiny uvolila poskytnout finanční prostředky na pořádání zápasu o mistra světa mezi ním a Capablancou, přesně podle Londýnské dohody. Aljechin tak zbořil poslední – finanční hráz, která mu ještě v zápase bránila a zaslal Capablancovi novou, již třetí výzvu a oba hráči se dohodli.
Pak však Capablanca vyslovil novou podmínku. Na superturnaji v New Yorku 1927 prosadil do propozic tohoto turnaje, že vítěz, nebo ten, kdo skončí druhý za Capablancou, se stane prvním kandidátem na souboj o mistra světa. Aljechin však důrazně protestoval, takže tato klauzule byla nakonec vyškrtnuta. Nicméně to již nic nezměnilo na tom, že byl Aljechin pod tlakem; pokud by totiž tuto vyškrtnutou podmínku nesplnil a v turnaji by ho někdo předstihl, mohl by v očích šachové veřejnosti jako kandidát číslo jedna odpadnout a o vysněný zápas pak ještě přijít. To se však nestalo, turnaj sice naprosto přesvědčivě vyhrál úřadující šampión Capablanca, když pole ostatních účastníku předčil o plných 2,5 bodu (1.Capablanca 14, 2.Aljechin 11,5, 3.Nimcovič 10,5 atd.), nicméně Alexandr obsadil druhou příčku, a tak již mistr světa nemohl couvnout a uspořádání zápasu bylo dohodnuto ještě na tentýž rok.

## Mistrem světa (1927) a (1937)
V roce 1927 nastoupil Aljechin v Buenos Aires na svůj životní zápas a předpokládalo se, že bude Capablancou snadno poražen, ba že dokonce nevyhraje ani jednu partii, neboť kubánský velmistr za posledních šest let prohrál v nejlepších turnajích světa jen dvě partie a byl tak mnohými považován za téměř neporazitelného (zatímco v tomto jediném zápase musel Aljechin vyhrát šestkrát). Capablancovou smůlou bylo, že tomu sám uvěřil a na zápas se dostatečně nepřipravil. A tak Aljechin překvapivě poráží v Buenos Aires Capablancu 6:3 (při rekordních 25 remízách) a stává se mistrem světa. Zápas byl střetnutím dvou šachových gigantů a v dějinách královské hry zaujímá zvláštní místo pro jeho neobyčejnou úpornost, nervnost a nezměrné psychické i fyzické vypětí, kdy si oba účastníci sáhli na dno svých sil, do té doby rekordní zápasovou délku (dva měsíce), množství vysoce kvalitních partií i pro tragické chyby, které nakonec určily vítěze.

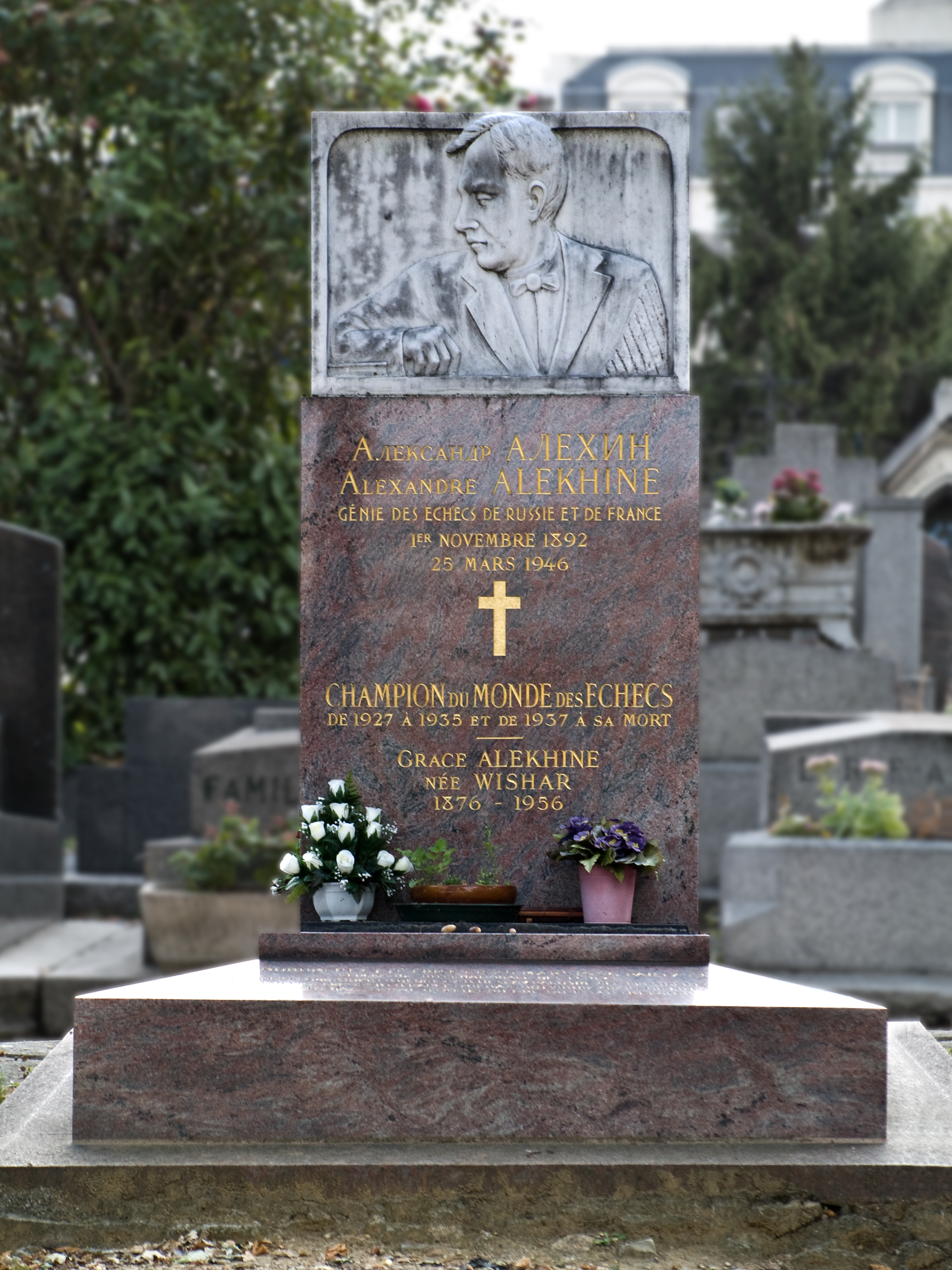
Aljechinův hrob v Paříži

Po zisku titulu nastoupil Alexandr Alexandrovič Aljechin vítězné, triumfální tažení napříč šachovým světem a až do roku 1934 byl v podstatě třídou sám pro sebe. Mezi jeho fenomenální výsledky patří například turnaj na Bledu v roce 1930, kdy vyhrál s náskokem 5,5 bodu před druhým Bogoljubovem. V letech 1929 a 1934 v zápasech o titul mistra světa porazil vysoko stejného šachistu. „Pád na zem“ nastal až v zápase o mistra světa v roce 1935. Jeho zápas s holandským velmistrem Maxem Euwem v roce 1935 se považoval za jasnou a předem vyřízenou záležitost. Jenže Aljechinovi se vymstila špatná životospráva a překvapivě Euweovi podlehl 8:9 (=13). Většina šachových příznivců odepsala Aljechina jako vyřízeného člověka. Ale Alexandra Alexandroviče podcenili. Aljechin byl muž železné vůle, připravil se k odvetě jako kdysi k zápasu s Capablancou a v roce 1937 rozdrtil Euwea 10:4 (=11).

## Závěr života
Mezitím však vyrostlo několik mladých kandidátů na titul mistra světa a to především Michail Botvinnik, Paul Keres, Salo Flohr a Samuel Reshevsky. Aljechin v roce 1938 přijal Botvinnikovu výzvu k zápasu o titul, ale vypukla 2. světová válka a ta znamenala poslední tragickou fázi Aljechinova života. Po válce uvízl v Portugalsku.
Zemřel 24. března 1946 v estorilském hotelovém pokoji během přípravy na zápas světového šampionátu proti Botvinnikovi. Okolnosti úmrtí jsou předmětem debaty. Běžně se za příčinu uváděl infarkt myokardu. Svědek přítomný pitvě ovšem zaslal do časopisu Chess Life dopis, v němž sdělil, že u šachisty došlo k obstrukci průdušnice po vdechnutí mechanicky nezpracovaného sousta masa a udušení. Jiné spekulace také uváděly, že byl zabit francouzským „komandem smrti“. Několik let po smrti syn Alexandr Aljechin mladší uvedl, že „na jeho otce dosáhly ruce Moskvy“.

## Možné psaní a výslovnost jména Aljechin

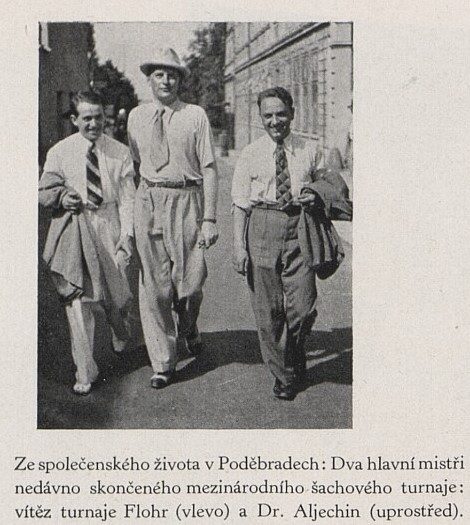
Aljechin v Poděbradech, 1936

On sám se latince podepisoval jako Aljechin, a proto obvykle píšeme a vyslovujeme jeho jméno tímto způsobem. Přípustná je i transkripce z cyrilice Alechin (kde e měkčí předchozí l, tedy [aľechin], což je blíže ruské výslovnosti). Rozhodně nesprávná je varianta Aljochin. Ve francouzských (a anglických) zdrojích je jméno psáno Alexander Alekhine.

## Aljechinova obrana
Jako Aljechinova obrana je nazváno zahájení, které Aljechin rozpracoval, než se stal mistrem světa (1. e4 Jf6).

## Aljechin a Česko
Aljechin opakovaně navštívil Československo v roce 1922 (Piešťany), 1925, 1931 (šachová olympiáda), 1936 a Protektorát Čechy a Morava v roce 1943. Hrával zde často simultánní partie.
V Praze byl ve 20. letech 20. století nazýván šachový klub Akademického domu Aljechin.

## Šachové partie
Soubor strojopisných a rukopisných záznamů šachových partií, které pro svou potřebu sepsal a shromáždil brněnský šachista a pedagog Matěj Gargulák
- Miniaturky (1930 a 1962) – svazek první z let 1909 – 1914 [8]
- Před světovou válkou (1930 a 1962) – svazek druhý z let 1909 – 1914 [9]
- Po světové válce (1930 a 1962) – svazek třetí
  - Část A – z let (1921 – 1929) [10]
  - Část B – z let (1930 – 1938) [11]
- Zápasy (matče) (1930 a 1962) – svazek čtvrtý [12]
- Různé (1930 a 1962) – svazek pátý: Olympiády a turné po Americe [13]